# Pucov, Dolný Kubín
Pucov este o comună slovacă, aflată în districtul Dolný Kubín din regiunea Žilina, pe malul râului Q12047582⁠(d). Localitatea se află la altitudinea de 573 m deasupra n.m., se întinde pe o suprafață de 9,95 km2 și în 2017 număra 860 de locuitori.

## Istoric
Localitatea Pucov este atestată documentar din 1550.

## Demografie
| An:                | 1994 | 2004   | 2014    | 2024   |
| ------------------ | ---- | ------ | ------- | ------ |
| Număr de persoane: | 684  | 735    | 831     | 895    |
| Diferență:         |      | +7,45% | +13,06% | +7,70% |

| An:                | 2023 | 2024   |
| ------------------ | ---- | ------ |
| Număr de persoane: | 891  | 895    |
| Diferență:         |      | +0,44% |